# گرگ کولیج
گرگوری کولیج (انگلیسی: Gregory Coolidge؛ زادهٔ ۲۸ دسامبر ۱۹۷۲) کارگردان فیلم، فیلم‌نامه‌نویس و شورانر اهل ایالات متحده آمریکا است. وی از سال ۱۹۹۰ میلادی تاکنون مشغول فعالیت بوده است. او در نورمن (اکلاهما) بزرگ شد و بعدتر از دانشگاه اکلاهما فارغ‌التحصیل شد.

## فیلم‌شناسی
فیلم‌نامه:
- کانتیننتال (۲۰۲۳)
- جام بوقلمون (۲۰۱۹)
- سواری با هم (۲۰۱۴)
- کارمند ماه (۲۰۰۶)
- پسران خوابگاه دختران (۲۰۰۲)

کارگردان:
- جام بوقلمون (۲۰۱۹)
- کارمند ماه (۲۰۰۶)

تهیه‌کننده:
- کانتیننتال (۲۰۲۳)
- جام بوقلمون  (۲۰۱۹)

بازیگر:
- پسران خوابگاه دختران (۲۰۰۲)